# Travaillan
Travaillan ist eine südfranzösische Gemeinde mit 721 Einwohnern (Stand 1. Januar 2022) im Département Vaucluse in der Region Provence-Alpes-Côte d’Azur. Sie gehört zum Kanton Vaison-la-Romaine im Arrondissement Carpentras.

## Geographie
Die angrenzenden Gemeinden sind Sainte-Cécile-les-Vignes im Norden, Cairanne im Nordosten, Violès im Osten, Camaret-sur-Aigues im Süden und Sérignan-du-Comtat im Westen.

## Geschichte
Die erste urkundliche Erwähnung von Travaillan stammt aus dem Jahr 1137 unter dem Namen Travillano. 1237 belehnte Raimund VII., Graf von Toulouse und Markgraf der Provence, Raimund I. des Baux mit Travaillan, Camaret und Sérignan, die später die Terre des Baux bildeten.
Um 1850 zwangen die häufigen Überschwemmungen der Aygues die Bewohner, das alte Dorf zu verlassen. Zu dieser Zeit entstand das heutige Dorf rund um die neue Kirche zu beiden Seiten der Route des Princes d’Orange (D 975), die nach Vaison-la-Romaine führt.

### Bevölkerungsentwicklung
| Jahr      | 1962 | 1968 | 1975 | 1982 | 1990 | 1999 | 2008 |
| --------- | ---- | ---- | ---- | ---- | ---- | ---- | ---- |
| Einwohner | 406  | 445  | 510  | 528  | 623  | 676  | 667  |

## Sehenswürdigkeiten
- das alte Dorf (Vieux Travaillan) mit Überresten der mittelalterlichen Burg Castis Trabelhani, von der noch ein Torbogen und einige Mauern erhalten sind[2]
- Kirche Saint-Pons

## Weinbau
Travaillan gehört zum Weinbaugebiet Plan de Dieu, das sich über die Gemeinden Camaret-sur-Aigues, Jonquières, Travaillan und Violès erstreckt.